# Triodontus itremoi
Triodontus itremoi är en skalbaggsart som beskrevs av Renaud Maurice Adrien Paulian 1976. Triodontus itremoi ingår i släktet Triodontus och familjen Orphnidae. Inga underarter finns listade i Catalogue of Life.